# 暗紫杜鹃
暗紫杜鹃（学名：Rhododendron atropunicum）为杜鹃花科杜鹃花属下的一个种。

## 扩展阅读
- 維基物種上的相關：暗紫杜鹃